# Sello de la Zona del Canal de Panamá

Sello de la Zona del Canal de Panamá en la bandera de la zona homónima.

El sello de la Zona del Canal de Panamá es el símbolo que representaba a la antigua Zona del Canal, bajo administración estadounidense. Tenía una equivalencia con los sellos estatales de los estados de Estados Unidos. Fue usado como insignia de la policía de la Zona del Canal, en carros oficiales, edificaciones y documentos oficiales y en la bandera del Gobernador de la Zona del Canal de Panamá.
El diseño del sello estuvo a cargo del antiguo gobernador Davis y un exoficial del Departamento de Estado Gaillard Hunt. En 1905, Davis planteó el diseño de un canal interoceánico en el sello, debido a que Estados Unidos estaba construyendo un canal y “uniría los océanos en beneficio de la humanidad”. 
En 1905, Tiffany and Company realizó varios diseños del sello ante el Departamento de Estado y a la Comisión del Canal. Tras la recomendación de Gaillard, fue adoptado al año siguiente con el cambio del Presidente de la Comisión de la palabra “earth” a “land” y redujo el tamaño de las velas del galeón español. El  sello consistía de un escudo con un lazo en la parte inferior. El galeón atravesaba sobre el canal en la parte baja del escudo y era de color marrón, tenía una bandera de color naranja y blanco. Las orillas del canal son de color marrón, con un césped verde, y sus aguas son azules, mostrando un reflejo de color amarillo dorado proveniente del cielo color naranja pálido. Sobre el lazo de color azul tenía el lema “The Land Divided; The World United” (La tierra dividida, el mundo unido) en letras color oro metálido.
El presidente de Estados Unidos Woodrow Wilson en 1915 emitió una orden ejecutiva estableciendo que el gobernador de la Zona del Canal debía portar una bandera distintiva, usando el sello de manera oficial. Esta orden ejecutiva normaba por primera vez de manera oficial al sello: “El sello consiste de un escudo, mostrando en su base un galeón español del siglo XV navegando entre dos grandes orillas, todos púrpuras, el cielo amarillo con el destello del ocaso, en la parte superior del escudo estará los colores de los ejércitos de Estados Unidos. Bajo el escudo estará el lema: The land divided; the World united cuya traducción significa La tierra dividida; el Mundo Unido. El sello fue modificado nuevamente en 1956.
Tras la aplicación de los Tratados Torrijos-Carter con Panamá en 1979, el título de Gobernador de la Zona del Canal fue abolido, y por lo tanto el sello y la bandera de la Zona del Canal fueron abolidos.